# Пустошка (Архангельская область)
Пустошка — деревня в Холмогорском районе Архангельской области.

## География
Находится в центральной части Архангельской области на расстоянии приблизительно 21 км на запад-северо-запад по прямой от районного центра села Холмогоры на левобережье реки Северная Двина.

## История
Была в 1939 году отмечена в составе Нижнекойдокурского сельсовета Холмогорского района. До 2022 года входила в Койдокурское сельское поселение до его упразднения.

## Население
Численность населения: 8 человек (русские 87 %) в 2002 году, 5 в 2010.